# Indianapolis Colts 2010
La stagione 2010 degli Indianapolis Colts è stata la 58ª della franchigia nella National Football League, la 27ª con sede a Indianapolis. I Colts conclusero con un record di 10 vittorie e 6 sconfitte, terminando al primo posto della AFC South e centrando l'accesso ai playoff per il nono anno consecutivo. Nel wild card round la squadra fu eliminata dai New York Jets in quella che fu l'ultima partita in carriera di Peyton Manning con l'uniforme di Colts. Il quarterback avrebbe perso tutta l'annata successiva per un'operazione al collo, dopo di che fu svincolato per firmare con i Denver Broncos.

## Roster
| Roster degli Indianapolis Colts nel 2010 |
| --- |
| Quarterback - 18 Peyton Manning - 7 Curtis Painter Running Back - 29 Joseph Addai - 31 Donald Brown - 32 Mike Hart - 42 Javarris James - 30 Dominic Rhodes KR Wide Receiver - 85 Pierre Garçon - 10 Taj Smith - 87 Reggie Wayne - 15 Blair White PR Tight End - 81 Brody Eldridge - 80 Jacques McClendon G - 47 Gijon Robinson FB - 84 Jacob Tamme FB Offensive Linemen - 66 Kyle DeVan G - 71 Ryan Diem T - 74 Charlie Johnson T - 72 Jeff Linkenbach T - 78 Mike Pollak G/C - 76 Joe Reitz T - 61 Jamey Richard G - 63 Jeff Saturday C - 73 Jaimie Thomas G - 75 Michael Toudouze T Defensive Linemen - 96 Keyunta Dawson DE - 68 Eric Foster DE - 93 Dwight Freeney DE - 92 Jerry Hughes DE - 99 Antonio Johnson DT - 91 Ricardo Mathews DT - 98 Robert Mathis DE - 95 Fili Moala DT - 90 Daniel Muir DT Linebacker - 51 Pat Angerer OLB/ILB - 58 Gary Brackett ILB - 53 Kavell Conner OLB - 56 Tyjuan Hagler OLB - 55 Clint Session OLB - 54 Nate Triplett OLB/ILB - 50 Philip Wheeler OLB Defensive Back - 23 Al Afalava FS - 41 Antoine Bethea FS - 39 Cornelius Brown CB - 43 Aaron Francisco SS - 35 Ken Hamlin FS - 27 Jacob Lacey CB - 38 Mike Newton SS - 37 Mike Richardson CB - 20 Justin Tryon CB Special Team - 1 Pat McAfee P - 48 Justin Snow LS - 4 Adam Vinatieri K Lista delle riserve - 33 Melvin Bullitt SS (IR) - -- David Caldwell SS (IR) - 44 Dallas Clark TE (IR) - 17 Austin Collie WR (IR) - 69 John Gill DT (NF-Ill.) - 52 Cody Glenn ILB (IR) - 11 Anthony Gonzalez WR (IR) - 26 Kelvin Hayden CB (IR) - -- Jordan Hemby CB (IR) - -- Brandon King FS/CB (IR) - 45 Devin Moore RB (IR) - 25 Jerraud Powers CB (IR) - 21 Bob Sanders SS (IR) - -- Tom Santi TE (IR) - 40 Jamie Silva SS (IR) - 2 Brett Swenson K (IR) - -- Mike Tepper G/T - -- Kevin Thomas CB (IR) - 49 Chip Vaughn FS (IR) Squadra di allenamento - 83 Chris Brooks WR - 97 John Chick DE - 36 John Destin FS - 13 Kole Heckendorf WR - -- Terrence Johnson CB - 86 Rob Myers TE - 60 James Williams OT |
| Legenda - I rookie sono in corsivo. - Il primo ruolo è il principale mentre gli eventuali successivi indicano i ruoli secondari. - (IR) sta per Injured Reserve ed indica la lista ristretta per un solo giocatore infortunato che può tornare ad allenarsi dopo la settimana 6 e a rientrare in prima squadra dopo che questa ha giocato 8 partite. - (NF-Inj.) / (NF-Ill.) stanno rispettivamente per Non-Football Injured e Non-Football Illness ed indicano le liste dove viene inserito un giocatore che ha un infortunio o una malattia non dipendente dal football americano. - (PUP) sta per Physically Unable to Perform ed indica la lista dove viene inserito un giocatore mentre è in attesa di recuperare la condizione fisica. Nella stagione regolare dopo la sesta partita giocata dalla propria squadra, il giocatore ha tempo tre settimane per riprendere ad allenarsi, più tre settimane aggiuntive dal suo rientro agli allenamenti per rientrare in prima squadra. |

Fonte:

## Calendario
| Stagione regolare |                    |                         |                    |                    |                                 |                    |                    |                    |                    |
| Turno             | Data               | Avversario              | Risultato          | Record             | Stadio                          | Sintesi            |                    |                    |                    |
| 1                 | 12 settembre       | at Houston Texans       | S 24–34            | 0–1                | Reliant Stadium                 | Recap              |                    |                    |                    |
| 2                 | 19 settembre       | New York Giants         | V 38–14            | 1–1                | Lucas Oil Stadium               | Recap              |                    |                    |                    |
| 3                 | 26 settembre       | at Denver Broncos       | V 27–13            | 2–1                | INVESCO Field at Mile High      | Recap              |                    |                    |                    |
| 4                 | 3 ottobre          | at Jacksonville Jaguars | S 28–31            | 2–2                | EverBank Field                  | Recap              |                    |                    |                    |
| 5                 | 10 ottobre         | Kansas City Chiefs      | V 19–9             | 3–2                | Lucas Oil Stadium               | Recap              |                    |                    |                    |
| 6                 | 17 ottobre         | at Washington Redskins  | V 27–24            | 4–2                | FedExField                      | Recap              |                    |                    |                    |
| 7                 | Settimana di pausa | Settimana di pausa      | Settimana di pausa | Settimana di pausa | Settimana di pausa              | Settimana di pausa | Settimana di pausa | Settimana di pausa | Settimana di pausa |
| 8                 | 1º novembre        | Houston Texans          | V 30–17            | 5–2                | Lucas Oil Stadium               | Recap              |                    |                    |                    |
| 9                 | 7 novembre         | at Philadelphia Eagles  | S 24–26            | 5–3                | Lincoln Financial Field         | Recap              |                    |                    |                    |
| 10                | 14 novembre        | Cincinnati Bengals      | V 23–17            | 6–3                | Lucas Oil Stadium               | Recap              |                    |                    |                    |
| 11                | 21 novembre        | at New England Patriots | S 28–31            | 6–4                | Gillette Stadium                | Recap              |                    |                    |                    |
| 12                | 28 novembre        | San Diego Chargers      | S 14–36            | 6–5                | Lucas Oil Stadium               | Recap              |                    |                    |                    |
| 13                | 5 dicembre         | Dallas Cowboys          | S 35–38 (dts)      | 6–6                | Lucas Oil Stadium               | Recap              |                    |                    |                    |
| 14                | 9 dicembre         | at Tennessee Titans     | V 30–28            | 7–6                | LP Field                        | Recap              |                    |                    |                    |
| 15                | 19 dicembre        | Jacksonville Jaguars    | V 34–24            | 8–6                | Lucas Oil Stadium               | Recap              |                    |                    |                    |
| 16                | 26 dicembre        | at Oakland Raiders      | V 31–26            | 9–6                | Oakland–Alameda County Coliseum | Recap              |                    |                    |                    |
| 17                | 2 gennaio          | Tennessee Titans        | V 23–20            | 10–6               | Lucas Oil Stadium               | Recap              |                    |                    |                    |

Nota: Gli avversari della propria division sono in grassetto.

### Playoff
| Playoff   |           |                   |           |        |                   |         |
| Turno     | Data      | Avversario (seed) | Risultato | Record | Stadio            | Sintesi |
| Wild card | 8 gennaio | New York Jets (6) | S 16–17   | 0–1    | Lucas Oil Stadium | Recap   |

## Classifiche
| AFC South              |    |    |   |      |     |      |     |     |     |
|                        | V  | S  | P | %    | DIV | CONF | PF  | PS  | STR |
| (3) Indianapolis Colts | 10 | 6  | 0 | .625 | 4–2 | 8–4  | 445 | 388 | V4  |
| Jacksonville Jaguars   | 8  | 8  | 0 | .500 | 3–3 | 7–5  | 351 | 419 | S3  |
| Houston Texans         | 6  | 10 | 0 | .375 | 3–3 | 4–8  | 390 | 427 | V1  |
| Tennessee Titans       | 6  | 10 | 0 | .375 | 2–4 | 3–9  | 356 | 339 | S1  |